# 陳沂 (主持人)
陳沂（1984年3月26日—），台灣網路名人、活動主持人，出生於台北市。臺北市私立薇閣高級中學、國立臺北大學法律學系財經法組畢業，國立臺北大學法律學系碩士班民商法組肄業。

## 個人生活
陳沂父母為民意代表。父親陳俊源1985年12月擔任過第五屆中國國民黨籍台北市議員，1988年涉入台北市榮星花園開發貪汙弊案，最終被判處有期徒刑5年、褫奪公權3年四個月定讞，並在2005年假釋出獄，依照《公職人員選舉罷免法》規定，終身不得登記為候選人。母親為陳雪芬是律師出身的政治人物，於1994年、1998年連任第七屆、第八屆中國國民黨籍台北市議員。。父母共育有2女。
父親2005年假釋出獄後，同年10月與藝人陸小芬再婚。
陳沂擁有澳洲永久居留簽證，其家人皆移居澳洲。

## 經歷
陳沂活躍於網路社群平台Facebook，其發言常引起各界熱烈討論和爭議，她認為「我們一度努力奮戰，不是為了要改變世界，是為了讓自己不要被世界改變」。
2020年創立「快樂冠軍有限公司」處理業配相關事宜。陳沂稱，她想發揚藝人愷樂2015年為宣傳寫真集《快樂冠軍》上《康熙來了》被問及與羅志祥的關係時，強裝快樂的模樣，因此創立的公司就命名為「快樂冠軍」，強調真正的快樂就是要像自己一樣活出自我而非強顏歡笑；而快樂冠軍公司光是業配收入每月推估就可達新台幣200萬元以上，確實讓她非常快樂。2021年1月報導稱她「有生意頭腦的她，對投資理財相當有一套」，危機入市購買日本房地產「是非常聰明的作法」。

### 遭陌生男子當街毆打
2024年2月5日下午，陳沂經過台北市松山區中崙消防分隊的時候，被不相識的黃姓男子毆打，頭部擦挫傷。員警到場處理的時候，黃男仍持續咆哮，遭依現行犯逮捕，黃男自辯把稱陳沂認成「網婆」（網路情人），打錯人。警方詢後依傷害罪將黃男送辦，持續調查釐清確切案情及黃男犯案動機。

### 加入SWAG成人影音平台
2024年5月，陳沂宣布加入成人影音串流平台SWAG，引起社會關注。她表示自己是缺錢下海，且賣的不是尊嚴而是愛，並自詡為新一代情色教主，要跟雪碧搶「40路（指40歲）市場」。

## 評論與爭議
談論父親和「榮星花園開發弊案」
陳沂的父親是前中國國民黨籍台北市議員陳俊源，曾於1988年涉入「榮星花園開發貪汙弊案」，當時由妻子陳雪芬任其辯護律師。法院判決書指出，陳俊源與民主進步黨臺北市議員周伯倫身為台北市議會工務審查委員會召集人和副召集人，對台北市政府的預算、決算、議案及首長政策有發言質詢權，卻藉機對榮星案提出四項附帶決議，杯葛榮星案過關，再向廠商僑福建設創辦人黃週旋索取新台幣1600萬元賄款。黃週旋為求榮星案順利過關，遂交付新台幣1600萬元給周伯倫，再由周伯倫朋分新台幣700萬元給陳俊源，周、陳允諾不再質詢反對榮星案；後因市議員陳勝宏質詢榮星案有弊端，周伯倫為掩飾犯行，以利陽公司副董事長名義，偽簽買賣新台幣5億3000多萬元預拌混凝土合約，預收新台幣1600萬元訂金企圖脫罪。案件纏訟14年，最後於2003年1月判決周伯倫有期徒刑6年、褫奪公權4年定讞，陳俊源則是被判處有期徒刑5年、褫奪公權3年4個月定讞，於2005年假釋出獄。周、陳兩人於此案判決確定後，依照《公職人員選舉罷免法》規定，終身不得登記為候選人。
陳沂自2014年在自行拍攝並上傳至YouTube的影片中談論此事起，數次公開表示，自己不是「貪二代」，父親陳俊源在「榮星案」亦未涉貪、純為遭受政治迫害下的冤獄。陳沂表示，因父親極具正義感，當年在預算審查過程中阻擋預算過關；某日陳俊源的個人銀行帳戶遭不明人士匯入鉅款之後，陳俊源便被檢警收押，並遭指控收受賄賂，以換取陳「護航」開發案審查過關。陳沂認為，有意犯案者不可能留下諸如匯款紀錄等甚為明顯之證據，此情形有違常理，故父親和周伯倫遭人誣陷。
陳沂另表示，父親是當時李登輝政府打擊民進黨政敵時，為掩人耳目才一起入罪：「說你有罪，就是莫須有的罪名安在你頭上。國民黨要清算幾個民進黨議員，但不能太明顯，就抓我父親當替死鬼。」陳沂回憶表示，當時母親陳雪芬是父親的辯護律師，四處奔走後仍對案情無能為力，驚覺「法律無用」，為了讓選區的選民知道丈夫「是清白的」，最後拋下月薪台幣百萬元的律師工作，「代夫出征」參選市議員；父親則在她上高中後入獄服刑。陳沂表示，父親收到的不明鉅款在父親遭收押後早被沒收，自己不可能受益；母親因擔任市議員期間積極投入提供免費訴訟等選民服務，並且不時自費大小紅包、白包等禮金和各式選民救助津貼等，加上祖母嗜賭，反倒變得「一貧如洗」。陳沂總結表示，外界和網友不該持續以極端言論抨擊、汙衊身為政治迫害和冤獄之受害者及其家屬的陳家一家人；她在2014年的自拍影片中，反問抨擊陳家的網友「你們還有人性嗎？」。
2023年5月4日，陳沂說，民進黨傾全黨之力護航林智堅論文抄襲案以後，大家會發現：現在民進黨處理事情的方式就是硬拗到底，這點在高端新冠肺炎疫苗爭議也可以清楚看見，永遠不面對問題，往質疑的人身上潑髒水稱他們「不愛台灣」，連民進黨內少數清醒的聲音也不放過；民進黨的側翼網軍也如此，不講邏輯，雙重標準。陳沂說，在國民黨威權統治的年代，民進黨創黨元老用一輩子的青春血淚換來今日的各種自由；但民進黨得到權力以後，很快也變成他們最討厭的那種樣子；中間理性選民最終失望收場，於是大家對政治冷感，只剩網軍整天戰來戰去、繼續抱團取暖。
- 評論羅志祥

歌手羅志祥的簽名會，有一個慣例：羅志祥的粉絲只要購買三張羅志祥的唱片，就可以與羅志祥合拍照片；只要購買五張，就可以與羅志祥擁抱（俗稱「三拍五抱」）。2015年11月12日，陳沂在個人臉書批羅志祥，「如果你真的像自己講的那麼愛歌迷的話，那應該只要有來簽名會，都可以拍照跟抱抱啊！三拍五抱根本就是用肉體來斂財，『亞洲空幹王』祥祥這種行徑跟賣淫小模有什麼兩樣？」。同日，羅志祥的經紀公司天地合娛樂發布聲明稿，揚言控告陳沂。
後經臺灣臺北地方法院審理後，認為「空幹王」一詞不損害羅志祥的名譽，但陳沂批羅是「肉體斂財」、「賣淫小模」等語已屬人身攻擊，判賠台幣30萬元並須在四家報社的報紙頭版登報道歉，全案可上訴。陳沂得知判決結果後表示：「上訴到底，誓死捍衛言論自由。」，羅志祥委任律師隨即與陳沂雙方達成和解，和解內容為陳沂須連續7天在臉書上公開道歉。
- 評論吳宗憲和其他藝人

2016年1月，陳沂在臉書上指主持人吳宗憲「遲到、不認真」，事後她遭受各方批評，最後道歉。陳沂道歉後，自此至2018年她仍持續在個人臉書上針對吳宗憲及其他藝人的言論和行為做出批評或回應，雙方多次於媒體版面激烈交鋒。
- 登上《FHM男人帮》

2017年，陳沂受知名男性生活娛樂時尚雜誌《FHM男人帮》邀请，拍摄該年度11月號雜誌專題性感写真。雜誌出刊前數日，陳沂在臉書分享自己於當期雜誌中的寫真照片，開玩笑表示：「好了，夢想已經實現，我要退出演藝圈了。」粉絲和網友在貼文底下熱烈留言，讚美陳沂於攝影作品中的表現及作品呈現成果，甚至有些網友開玩笑覺得照片中的陳沂跟韓國知名女星宋慧喬有幾分神似，驚嘆發出「天啊！是宋慧喬！」、「太露了！有沒有跟仲基報備啊？」等讚賞評價。
該期雜誌另引發網友湧入《FHM男人幫》的臉書粉絲專頁留言批評，質疑FHM編輯對於該期雜誌的編選取材眼光，稱其為「FHM史上最難看的一本」，並揚言退讚。《FHM男人幫》編輯則對此回應：「如果『退訂』可以作為要脅媒體的手段，那我們還用做媒體嗎？」；「聽說雜誌裡面還有另外三組妹，再加上寫真別冊一組三位。你可以選擇更好的，但你不一定要詆毀你不喜歡的。」。
之後《FHM男人幫》在臉書發文表示，由於網友鼓譟「要把雜誌裡陳沂的相關內頁撕了」，所以在網站提供「五個把陳沂撕掉又不會浪費紙張的方法」。其中之一是仿效電影《成功嶺2：全面出擊》中，演員許效舜所講述「如何用一張衛生紙擦屁股」的方法，另外四種方法則包括製成時鐘、紙紮小籃子、用來烤香腸、和做成《星際大戰》中的球形機器人BB-8。
- 評論吳姍儒

2018年5月，陳沂評論吳宗憲的女兒吳姍儒為「第一名罪人之女」、「靠爸王」、「主持超爛」，並批判吳姍儒「才是真正的靠爸」。陳沂反問吳宗憲「你女兒會什麼？」、「你女兒有比我有才華嗎？」，指吳姍儒不會唱歌跳舞，長相亦不如人；陳沂再批判吳姍儒「主持超爛，紅不起來非常正常」，稱吳姍儒在第51屆金鐘獎能得獎完全是仰賴該屆評審小馬和吳宗憲之間的深厚關係，最後總結：「那她靠甚麼進演藝圈？喔，靠比我醜進演藝圈！」。陳沂的說法引發網友各式爭議及抨擊，陳在臉書貼文回應網友對她的抨擊：「不是記者斷章取義餵什麼屎你們都吃？」她反問，「記者會做屎，不就是因為你們愛吃嗎？」。
陳沂對自己和藝人間的一連串交鋒直言：「我存在的意義，就是讓欺負過我的人痛苦。」；她表示，自己的人生不演不好看的戲，並強調：「我就是沒有要饒人，就是要踩得扁扁的。」、「就是要讓他求生不得、求死不能，那才是我要做的事。」、「既然你送上門給我消費，我不消費你我消費誰？最好的報復就是取之於敵人，用之於敵人。」等想法。吳宗憲對此表示同情，並原諒陳沂：「她已經夠可憐了，很悲傷的一個人」；常被陳沂提及的羅志祥則認為，不需要談論陳沂，因為「她不值得被拿出來討論」。
2020年11月，陳沂接受《鏡週刊》專訪時說，許多人把吳宗憲當成她的仇人，但其實吳宗憲算是她的恩人，「沒有憲憲，我哪會這麼紅？哪會開『快樂冠軍公司』賣我的專屬產品，每個月營業額月入新台幣百萬元？……感謝吳宗憲讓我生意這麼好，賺到在澀谷買下一條街呢！」
- 聲援張韶涵

2018年5月，歌手張韶涵的舅舅指控，張韶涵六年來未兌現「每個月給父母新台幣6萬元及一人一幢房子」的承諾，導致父母無法享受天倫之樂；舅舅揚言，將控告她棄養父母以毀掉她在中國大陸的演藝事業，並要求她「在父母面前跪下、磕頭認錯」。陳沂為張韶涵發聲表示，張之前賺取的收入被家人拿光，好不容易重啟演藝事業後，卻遭家人指控沒給錢。陳沂在臉書發文支持張韶涵，表示「不要臉的冤親債主又突然從鬼門關衝出來討債」，批判竟有父母「為了錢，什麼事都做得出來」。此外，陳沂讚美張韶涵，誇讚她是個為人真誠的女孩；有張韶涵粉絲和網友留言向陳道謝。
- 評論志願役軍人

2018年8月26日，陳沂在臉書直播上說中華民國國軍志願役軍人都是廢物，後解釋說那些志願役軍人都是些出社會找不到工作、沒專長、或是文盲的人。此言一出，引發網友爭議和反彈。8月27日，國防部發布新聞稿回應，陳沂直播內容批判軍人已嚴重污辱傷害軍人形象與尊嚴，國防部表達嚴厲譴責；捍衛國家、保護人民的國軍官兵，致力於戰訓本務和災害救援，確保國家安全及區域穩定；尤其正值國軍全力救災之際，國防部已蒐集相關事證依法提出告訴，呼籲社會大眾支持國軍。8月27日，陳沂說，她在26日直播的重點是軍中霸凌與人權，沒有批評軍人救災；她只是說「大部分」志願役軍人是長官，所以會讓義務役軍人去救災，「我換句話說，我覺得少部分志願役不是廢物」。
- 與雞排妹的糾紛

2021年1月，藝人「雞排妹」鄭家純指控主持尾牙時遭歌手翁立友性騷擾，陳沂自始質疑雞排妹是在炒新聞。2021年1月30日，雞排妹在臉書發文說，多年前她與陳沂一度友好，過一陣子後她發現「我和她眼中的正義，形狀差得很遠」，從此再也沒與陳沂聯絡。陳沂在臉書發文回應，雞排妹曾經自稱當初進演藝圈不是為了賺錢、而是為了政治與正義，合約到期就要退出演藝圈，「結果眼看著合約到了好久，還是繼續不走了」；雞排妹曾經自稱要出最後一本寫真集，之後出下一本書說是「心情散文」、不是寫真集。
2021年2月5日，陳沂在臉書直播上說，她先前就「知道一些事」，覺得這種炒新聞方式是不可以的；她猜測，雞排妹為了投入2022年九合一大選而塑造「女權鬥士」的形象，「從頭到尾就是要選舉」。陳沂表示，她是「女權分子」但堅決反對女權自助餐，男女平等不應該是「女生說什麼，就是什麼」；如果有人能向她證明雞排妹確實遭性騷擾，她就道歉。陳沂諷刺，如果大家遇到雞排妹，「口罩戴好，不然說你言語性騷擾；墨鏡戴好，不然就是眼神性騷擾；社交距離1.5米維持好，不然隔空也有可能性騷擾」。鄭家純聲稱在近三個月來經常被陳沂在社交網絡上標註，認為受到騷擾；而陳沂則稱受到鄭家純電話號碼「像恐怖情人一樣」傳遞LINE騷擾。其後鄭在直播中唸出陳電話的前四位，在受到陳提醒後遂停止繼續朗讀。然而隔天鄭貼出了一組色調編號截圖，並暗示此顏色與陳有關。此後陳宣稱因上百通無聲來電而感驚恐，決定提告鄭違反《個資法》。至2023年4月11日，鄭家純涉嫌以臉書直播張貼顏色代碼等方式公布陳沂手機號碼，而遭臺灣臺北地方檢察署依違反個人資料保護法起訴罪成，被台北地方法院判處有期徒刑4月，得易科罰金新台幣12萬元，全案可上訴。

## 外部連結
- 陳沂的Facebook專頁
- 陳沂的Instagram帳戶
- 陳沂的 YouTube 頻道 （页面存档备份，存于）